# Microsoft Visual Programming Language
Microsoft Visual Programming Language или MVPL — язык визуального и поточного программирования, разработанный корпорацией Microsoft для своей Microsoft Robotics Developer Studio. Microsoft Visual Programming Language выделяется среди прочих языков программирования Microsoft, таких как например, Visual Basic и C#, тем, что он единственный является настоящим языком визуального программирования. Microsoft использует термин «Visual» («визуальный») в своих предыдущих программных продуктах чтобы подчеркнуть, что большая часть разработки на таких языках может быть выполнена путём переноса объектов мышкой по принципу «drag-and-drop».